# Jízda na vozech do Nîmes
 Jízda na vozech do Nîmes (Charroi de Nîmes) je jeden z francouzských středověkých hrdinských eposů, tzv. chansons de geste. Píseň pochází z poloviny 12. století, je řazena do Cyklu Viléma Oranžského a je jednou z nejstarších písní tohoto cyklu.

## Obsah eposu

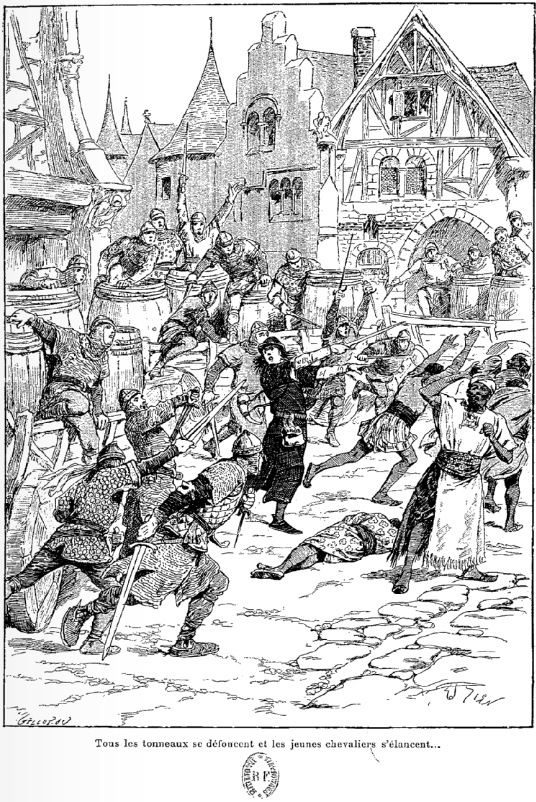
Ilustrace Édouarda Ziera z knihy Futurs Chevaliers (1894) od Noemi Balleyguierové.

Vilém Oranžský vyčítá králi Ludvíkovi, že rozdal všechna léna a na něho zapomněl, ačkoliv mu prokázal velké služby a jenom díky němu byl korunován – viz píseň Korunovace krále Ludvíka. Král namítá, že před Vilémem má padesát jiných vazalů právo na léno. Nato Vilém prohlásí, ať se mu každý z nich postaví v plné zbroji a pokud postupně nesrazí jednoho po druhém s koně, že se léna vzdá.
Slabošský král se poleká a nabídne Vilémovi díl ze svého dědictví (tedy část královského území, které je ale ze zákona nedělitelné), což Vilém jako věrný vazal odmítne. Stejně tak odmítne dědictví po rytíři Bérangirovi a přísahá, že se postaví každému, kdo by sáhl na dědictví po rytíři, který padl v boji pro záchranu krále. Jako léno si vybere kraj okolo města Nîmes, který je obsazen Saracény. Když dosáhl investitury tohoto zatím pomyslného panství, vytáhl s mnoha rytíři k Nîmes, Přestrojil se za kupce, své synovce přestrojil za vozky a rytíře ukryl v sudech, o kterých tvrdil, že obsahují zboží. Tak se jeho rytíři dostali na vozech do města, které pak dobyli.

## České adaptace
- Václav Cibula: Hrdinské legendy staré Francie (1963), prozaické převyprávění pěti chanson de geste pod názvy Poslední výprava rytíře Rolanda, Jak se stala Berta královnou, Dobytí města Nîmes, Život a dobrodružství Renalda z Montalbanu a Oberon.[3]